# Dermbach
Dermbach är en kommun och ort i Wartburgkreis i förbundslandet Thüringen i Tyskland.
Kommunen ingår i förvaltningsgemenskapen Dermbach tillsammans med kommunerna Empfertshausen, Oechsen, Weilar och Wiesenthal.